# 四川棘豆
四川棘豆（学名：Oxytropis sichuanica），为豆科棘豆属下的一个植物种。